# Taiz
Taiz (en árabe: تعز‎) es la tercera ciudad más poblada de Yemen, capital de la Gobernación de Taiz. Está ubicada cerca del puerto de Moca sobre el mar Rojo, a una altitud de 1400 metros sobre el nivel del mar. Según estimaciones hechas para el año 2014, cuenta con 615 222 habitantes.
Taiz tiene muchas carreteras que la conectan con el resto del país y además alberga el Aeropuerto Internacional de Taiz.

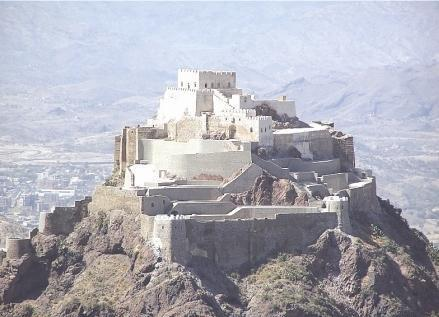
Castillo Cairo en Taiz.

Debido a la gran cantidad de precipitaciones que recibe la ciudad, su economía es predominantemente agrícola. La base económica de Taiz es el café, que se cultiva en los alrededores de la ciudad, junto al qat y otros vegetales. Entre las industrias propias de la ciudad se encuentran el hilado de algodón, el curtido y la producción de joyería. El queso de Taiz es también muy reconocido en Yemen.